# Caño 14
Caño 14 fue un local dedicado a la música de tango de la ciudad de Buenos Aires, Argentina, que fue creado en 1962, en los principios como un restaurante de comidas regionales. En un grupo que al reunirse charlaba sobre tango comentaron con Aníbal Troilo que en ese momento no existía un local que se dedicara enteramente al género y el bandoneonista los alentó a instalarlo y ofreció la colaboración que pudiera prestarles. Fue así que Vicente Fiasché y su amigo Rinaldo Martino, jugador de fútbol que había brillado en Club Atlético San Lorenzo de Almagro, en Juventus de Italia, en el club Nacional de Montevideo y en Boca Juniors, junto al destacado pianista Atilio Stampone, fundaron Caño 14, que comenzó sus actividades en marzo de 1965. El nombre se lo puso Martino por la expresión lunfarda “irse a vivir a los caños” -fracasar económicamente en alusión a quienes por estar en situación de calle se refugian en ellos- a la que agregaba el número 14, que en el ambiente quinielero simboliza al borracho.

## Los locales
El primer local, con capacidad para 150 personas, estaba ubicado en la zona céntrica, en la calle Uruguay entre Paraguay y Marcelo T. de Alvear. Pronto comenzó a llenarse de espectadores que concurrían a beber y a escuchar música de tango, por lo que a principios de 1967 se mudaron cerca de allí, al local ubicado en el sótano de Talcahuano 975, donde previamente había funcionado la boite Samoa. Estuvo funcionando 21 años, hasta 1986, durante los cuales se expandió con temporadas en Mar del Plata, Punta del Este y hasta hubo alguna réplica en Colombia. Stampone quedó a cargo del local en 1982 junto a Marafiotti "Mochín" y paulatinamente empezó el declive, por lo que vendió la marca. Hacia 1997, reabrió Caño 14 en otro contexto y en otro barrio, pues del centro se trasladó al de Recoleta, en la calle Vicente López 2134, donde tenía como directores artísticos a los bailarines Rodolfo y Gloria Dinzel y como director musical a Marcial Ricardo Ríos. Aquello no fue lo mismo, y aunque mantenía la calidad no prosperó.

## Los intérpretes
El local abría a las 23 horas de lunes a sábado y cerraba a la madrugada. Los primeros intérpretes que estuvieron en su escenario fueron el cuarteto de Aníbal Troilo con el guitarrista Roberto Grela, Enrique Francini con Héctor Stamponi, Horacio Salgán con Ubaldo De Lío, los cantantes Marcelo Paz y Ruth Durante y también el contrabajista Humberto Pinheiro, quien esa noche llegó y tocó junto con el pianista Lucio Demare. Siempre tuvo un ambiente de familiaridad y hasta de cierta intimidad, favorecido por las características físicas de los locales, el pequeño de la calle Uruguay y el mayor de Talcahuano, pero también porque los propietarios de entonces, Stampone, Martino y Fiasche, brindaban su hospitalidad permanentemente. Se vivía allí la presentación de danza de Tango y folklore unido dentro del mismo número, como lo hacía el bailarín Luis Pereyra a partir del 1884. Concurrían a sus veladas artistas de todas las disciplinas, deportistas, empresarios, periodistas y  políticos. La reserva anticipada era indispensable y se dio el caso de que uno de los que se quedó afuera, una noche, fue nada menos que Carlos Perette, vicepresidente de la Nación cuando don Arturo Illia era presidente.
Caño 14 fue un éxito mayor; otros que pasaron por su escenario fueron los bailarines Juan Carlos Copes y María Nieves, en pleno apogeo, Domingo Federico, Roberto Goyeneche, María de la Fuente, Rubén Juárez, Raúl Lavié, el cantor Roberto Mancini, Mariano Mores, Nelly Omar, Alberto Podestá, Osvaldo Pugliese, el Quinteto Real, Edmundo Rivero, el sexteto de Francini -con Julio Ahumada y Néstor Marconi en los bandoneones-, el Sexteto Tango, Virginia Luque, Alba Solís, entre otros. La locutora de radio Lucía Marcó, esposa de Stampone, era desde el micrófono la anfitriona que cada noche presentaba a los artistas. Stampone la había conocido cuando en Radio El Mundo era locutora en el famoso Glostora Tango Club y estuvieron juntos hasta que ella falleció en 1998.

## Anécdotas
El 27 de agosto de 1978, Enrique Mario Francini se desplomó sobre el escenario cuando junto a Stamponi en el piano tocaba el tango Nostalgias con su violín. En cambio, en ese ámbito de la calle Talcahuano hubo muchas alegrías. Allí mismo debutó un cordobés de 22 años que venía del mundo del rock, donde había actuado con el seudónimo de Jimmy Williams, al que probaron en Caño 14 y donde por la adhesión que suscitó se quedó cantando dieciocho meses con el padrinazgo artístico de Troilo en lo que fue el puntapié inicial de una gran carrera. Al poco tiempo grabó su primer éxito titulado “Para vos, canilla”, ya con el nombre de Rubén Juárez.